# Scytonotus columbianus
Scytonotus columbianus är en mångfotingart som beskrevs av Chamberlin 1920. Scytonotus columbianus ingår i släktet Scytonotus och familjen plattdubbelfotingar. Inga underarter finns listade i Catalogue of Life.